# Universität Rzeszów

Logo der Universität

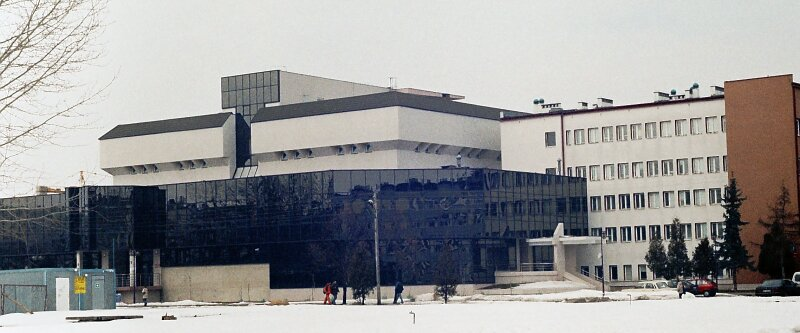
Biologisches Institut der Universität Rzeszów

Die Universität Rzeszów (poln. Uniwersytet Rzeszowski) entstand am 1. September 2001 durch die Vereinigung der Pädagogischen Hochschule in Rzeszów mit der Filiale Rzeszów der Maria-Curie-Skłodowska-Universität in Lublin und der Wirtschaftswissenschaftlichen Fakultät Rzeszów der Landwirtschaftlichen Universität Krakau. Im Juni 2007 waren knapp 19.880 Studierende eingeschrieben, 2016 waren es ca. 16.500, 2023 waren es ca. 15.000.
Bis 2024 ist Sylwester Czopek als Rektor gewählt.

## Fakultäten
- Biologie und Agrarwissenschaften
- Wirtschaftswissenschaft
- Philologie
- Mathematik und Naturwissenschaften
- Medizin
- Musikwissenschaft
- Pädagogik
- Rechts- und Verwaltungswissenschaft
- Soziologie und Geschichtswissenschaft
- Kunstwissenschaften
- Sportwissenschaft

## Einzelne Institute
- Studium für praktische Fremdsprachenwissenschaften
- Zentrum für polnische Kultur und Sprache für Auslandspolen und Ausländer „Polonus“
- Studiengang Kultur und Erziehung
- Studiengang Sport
- Europäische Akademie für die Euroregion Karpaten

## Zentralbibliothek der Universität
Adresse: ul. Cegielniana 12, 35-950 Rzeszów